# Kern County Raceway Park
O Kern County Raceway Park é um autódromo localizado em Bakersfield, no estado da Califórnia, nos Estados Unidos, o circuito é no formato oval com 0,8 km (0,5 milhas) de extensão e até 14 graus de inclinação nas curvas.
Foi inaugurado em 2007 em substituição ao Mesa Marin Raceway, atualmente recebe corridas de categorias menores da NASCAR como a NASCAR Pro Series West.